# 丘高偉

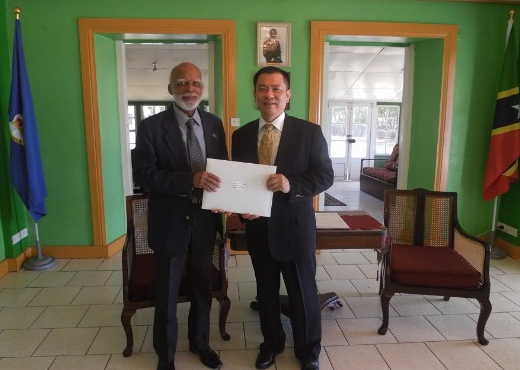
2015年3月，駐聖克里斯多福及尼維斯大使丘高偉向總督羅倫斯呈遞到任国书。

丘高偉（1961年7月25日—），中華民國外交官、政府官員。畢業於國立政治大學外交研究所碩士，曾任駐釜山領事館副領事、駐休士頓／駐舊金山辦事處／駐越南代表處秘書、駐開普敦辦事處總領事銜處長、駐聖克里斯多福及尼維斯大使、外交部國會事務辦公室執行長、總統府第三局局長、臺灣美國事務委員會秘書長等職務，現任駐韓國代表處大使銜代表。

## 職業生涯
丘高偉進入外交部時，最初是在總務司工作，主要是負責各種後勤業務。
2016年6月，駐聖克里斯多福及尼維斯大使丘高偉與該國外交部長布蘭特利簽署新《雙邊合作協定》。
在擔任總統府第三局局長時，主管審核文稿綜合業務，發文代字為「華總三」。下轄六科（典禮、交際、交通、出納、管理、庶務）一所（醫療）。舉凡國慶、正副總統宣誓就職（擔任大禮官）、駐外大使宣誓就職、邦交國大使呈遞到任国书、贈勳等場合，丘高偉皆陪同觀禮。